# Jan Laetus-Veselský
Jan Laetus-Veselský (kolem 1609 Morava – 1656/1659 Kluczbork, Polsko) byl latinsky píšící autor, dějepisec, kazatel Jednoty bratrské a exulant. Do exilu odešel po roce 1625.

## Rodina
Narodil se kolem roku 1609 v českobratrské rodině. Přídomek Veselský se vztahuje k Veselí nad Moravou. Jeho otec byl správcem bratrského sboru v Rosicích, tehdy sídla Karla staršího ze Žerotína. Jeho děd byl Jiří Strejc-Vetterus, jeho příbuzným byl i Daniel Vetter, autor cestopisu Islandia aneb krátké vypsání ostrova Islandu. Po roce 1625 musela celá rodina odejít do vyhnanství a připojila k pobělohorským exulantům v Polsku.

## Život
V letech 1630–1636 studoval a pobýval na gymnáziu v Toruni, tam v roce 1636 zveřejnil některé ze svých řečnických projevů. V témže roce byl určen jako vychovatel synů polského šlechtice Morsztynského, s nimi pak odešel na univerzitu do Franekeru, kde byl sice zapsán v letech 1636–1640, ale už v létě 1637 byl povolán zpět do Velkopolska. Poté, jako vychovatel dvou mládenců, doprovázel poselstvo Ondřeje Reje z Nagłowic. Ondřej Rej byl zvláštní velvyslanec Vladislava IV., jehož úkolem bylo zmírnit následky a vysvětlit dánskému a anglickému králi i generálním stavům v Nizozemsku, proč bylo zrušeno zasnoubení Vladislava IV. s Alžbětou Falckou. Při zpáteční cestě neúspěšného poselstva zůstal Jan Laetus-Veselský v Leidenu, kde se zapsal s jedním svým svěřencem z poselstva ke studiu na zdejší univerzitě. Na popud svého svěřence dopsal v roce 1638 v Leidenu níže uvedený cestopis o cestě do Dánska a Anglie, konané v roce 1637. Oba studenti pak přestoupili v roce 1639 na univerzitu ve Franekeru, protože tam působil Jan Maccovius-Makowski, jenž české a polské studenty podporoval. Pobyt ve Franekeru si Jan Laetus prodloužil až do roku 1642, poté se vrátil do Leidenu. Tam v roce 1643 vydal své hlavní dílo Compendium... Po vydání tohoto díla se vrátil do Polska a stal se správcem evangelického reformovaného sboru v Oksze (Malopolsko). Poté, v roce 1644, se zúčastnil neúspěšného jednání mezi Jednotou bratrskou a „reformovanými“ v Orle. V roce 1656 bylo vypáleno Lešno a Jan Laetus Okszu opustil. Následoval české bratry do Slezska, kde pravděpodobně téhož roku (1656) v Kluczborku zemřel.

## Dílo
- Compendium historiae universalis, civilis et ecclesiasticae (Stručná rukověť obecných, světských i církevních dějin) První vydání: Lugduni Batavorum, 1643; druhé vydání: Amstelaedam, 1653. Jan Laetus se dožil těchto dvou vydání.
- Peregrinatio suscepta anno reparate salutis MDCXXXVII a ne Andrea de Naglovicze... descripta a Joane Laeto, meo tum ephoro, partim Grinciczii in Anglia, partim Lugduni Batavorum. Jedná se o cestopis. Latinský rukopis je uložen pod zn.: Lat. Q. XVII, 159 v univerzitní knihovně ve Varšavě.[4]